# Лемонд, Грег
Грегори Джеймс «Грег» Лемонд (англ. Gregory James "Greg" LeMond, род. 26 июня 1961, Лейквуд, штат Калифорния, США) — американский профессиональный шоссейный велогонщик, трёхкратный победитель «Тур де Франс». Награждён Золотой медалью Конгресса (2020).
В 1986 году Лемонд стал первым американцем, который выиграл «Тур». В 1987 он был травмирован из-за несчастного случая на охоте. После двух лет восстановления он выиграл Тур снова в 1989 и 1990, став только 8-м велосипедистом, выигрывавшим «Тур де Франс» 3 или более раз.

## Карьера гонщика
Лемонд был ярким юниором и быстро показал свой талант. После первоначального успеха он начал соревноваться в более профессиональных гонках и привлек внимание национальной велосипедной команды США. На чемпионате мира для юниоров в 1979 году в Аргентине он выиграл золото, серебро и бронзу, изумив зрителей победой в групповой шоссейной гонке. Его отобрали на Олимпийские игры 1980 года, но он не смог соревноваться из-за бойкота США этой Олимпиады.
Под руководством Сирилла Гимара он принял участие в европейских соревнованиях, первоначально выступая за базирующуюся в Париже Union Sportive de Creteil. Стал профессионалом в 1981, выступая за Renault-Elf-Gitane. Грег финишировал вторым на чемпионате мира в 1982 и стал первым американцем, который выиграл его, в следующем году. Вскоре он начал подготовку для участия в Гранд Турах.
Лемонд проехал свой первый «Тур» в 1984 и финишировал третьим, выиграв Белую майку лучшего молодого гонщика. На Туре 1985 вместо того чтобы ехать на победу, менеджеры его команды La Vie Claire приказали 24-летнему Грегу ехать Тур для поддержки их капитана Бернара Ино, который лидировал в гонке, но был травмирован из-за падения. Лемонд финишировал вторым на 1 мин. 42 сек. хуже, чем Ино, который выиграл свой пятый Тур. Лемонд позже утверждал в интервью, что менеджмент команды и его тренер Paul Koechli обманывали его во время ключевого этапа, говоря ему то, что Ино совсем рядом, когда фактически тот отставал более чем на 3 минуты.
Годом позже на Туре 1986 года Ино и Лемонд были капитанами команды La Vie Claire. Ино публично пообещал, что поможет Грегу выиграть гонку в благодарность за жертву Лемонда в 1985. К 12-му этапу Ино превосходил Лемонда на 5 минут, заявляя, что он пытался сбросить его соперников, но провалился на горном этапе на следующий день и вскоре Лемонд был лидером. Хотя они финишировали на Альп-д'Юэз (фр. Alpe d'Huez) вместе первыми, взявшись за руки, было очевидно, что Ино ехал агрессивно против своего члена команды. Лемонд взял Желтую майку на этом Туре, но чувствовал себя преданным со стороны Ино.
Когда Лемонд охотился на индеек 20 апреля 1987 в Калифорнии, его шурин случайно выстрелил в него из дробовика. Восстанавливаясь, Лемонд пропустил 2 Тура.
В 1989 с 37 гранулами дроби, оставшимися в его теле (включая две около сердца), Лемонд не надеялся на большее, чем финишировать в двадцатке. К последнему этапу, гонке с раздельным стартом в Париже, однако, Грег был на втором месте. Он отставал от Лорана Финьона, победителя Тура в 1983 и 1984, на 50 секунд. Во время последнего этапа Лемонд отыграл 58 секунд у Финьона и тем самым выиграл Тур с финальным разрывом в 8 секунд, самым маленьким за всю историю Тура.
Своё возвращение Лемонд подтвердил, выиграв второй чемпионат мира несколькими неделями позже, побив Дмитрия Конышева и Шона Келли в финишном спринте. Лемонд был назван журналом Sports Illustrated в 1989 «Спортсменом года». Грег был первым велогонщиком, удостоившимся такой чести.
Лемонд выиграл Тур в 3-й раз в 1990 году. Захватив лидерство только на последнем этапе, Лемонд стал одним из немногих велогонщиков, которые выигрывали Тур без побед на этапах.
В 1992 Лемонд выиграл «Тур дю Понт», недолгий американский ответ «Тур де Франс», проводившийся с 1991 по 1996 год. «Тур дю Понт» стал последней главной победой Лемонда. Он завершил карьеру гонщика в 1994 году.

## Послегоночная карьера
Лемонд основал фирму «LeMond Bicycles» в 1990 году, в то время он ещё соревновался, но тогда дела продвигались плохо, Лемонд объяснял это «недостаточной капитализацией» и плохим менеджментом его отца (бывшего агента недвижимости). В 1992 Лемонд заключил сделку с компанией «Трек», по которой лицензировали его имя для велосипедов, которые будут производить, но продавать под именем Лемонда. В итоге это можно понять как продажа Треку, хотя Лемонд до сих пор владеет своей компанией. Лемонд говорит, что сделка с Треком «уничтожила» отношения с его отцом. В 2001 эта сделка вылилась в неприятности для Лемонда, так как Джон Бёрк (John Burke), глава «Трек», вынудил его извиниться за комментарий, в котором он ставил под сомнение достижения Лэнса Армстронга. После урегулирования с Бёрком Лемонд зачитал формальное извинение Армстронгу и всплакнул.
Лемонд также основал «LeMond Fitness». Он принимал участие в автогонках несколько лет. В 1990-х он создал ресторан, названный «Tour de France on France Avenue», в коммерческом районе Идайны, штат Миннесота. В 2011 году Лемонд был приглашён озвучить самого себя в мультсериале «Финес и Ферб», в эпизоде «Тур де Ферб».
Живёт в Медине, штат Миннесота (США).